# Stadsbrand van Monnickendam (1499)
De stadsbrand van 1499 behoort tot de grootste branden die in Monnickendam plaatsvonden.
Bij deze eerste stadsbrand op 10 juli 1499 brandden 400 van de 500 huizen in de stad af.

## Referentie
- P. van ’t Hof, Het ontstaan en de geschiedenis van Waterland en Monnickendam, cursus ten behoeve van de stadsgidsen van de Vereniging Oud Monnickendam, inleiding, 2004, downloadbaar van www.oudmonnickendam.nl.